# Czarny Mnich
Czarny Mnich (słow. Zadná Divá ihla) – niewielka turniczka znajdująca się w masywie Dzikiej Turni, w głównej grani Tatr w słowackiej części Tatr Wysokich. Od Dzikiej Czuby na południu Czarny Mnich oddzielony jest siodłem Pośredniej Dzikiej Przełęczy, a od sąsiadującego z nim na północy Czerwonego Mnicha oddziela go wąska Dzika Ławka. Na wierzchołek Czarnego Mnicha nie wiodą żadne znakowane szlaki turystyczne, przez taterników jest on odwiedzany rzadko – najczęściej przy przechodzeniu północnej grani Dzikiej Turni.
Wierzchołek Czarnego Mnicha został zdobyty po raz pierwszy najprawdopodobniej podczas pierwszych przejść północnej grani Dzikiej Turni. Pierwszy drogą tą wszedł István Laufer 20 sierpnia 1908 r. Brak danych o pierwszym zimowym wejściu.